# Палац Грабянок
Палац Грабянок — зруйнований палац в Остапківцях Городоцького району Хмельницької області.

## Історія
Остапківці до половини 17 ст. належали магнатам Гербуртам. У 1629 році Анна Замойська уклала договір з Варварою та Яном Черниківськими про віддачу в заставу сіл Підлісний Олексинець, Тростянець, Басівка та Остапківці.
Зузанна Гербурт з Фельштина, дочка кам'янецького каштеляна Миколая Гербурта, ставши дружиною Францішека Яна Стадніцького (пом. 1662), внесла маєток до Стадніцьких.
Тереза Стадніцька, дочка Станіслава Стадніцького, у 1771 стала дружиною Тадеуша Грабянку і отримала в посаг Остапківці, Сирватинці, Скіпче, Кремінна, Новосілки, Лісоводи і містечко Купин.
Резиденцією Грабянок були Остапківці, де Тереза Стадніцька збудувала палац, пізніше перебудований. Далі маєток перейшов до молодшого сина Еразма Грабянки, а від нього — єдиній дочці Мартині Грабянці (одруженій з Олександром Правдіч-Залеським (1825—1903)). А пізніше знову до єдиної доньки Залеських — Марії-Гелени Залеської (1858—1909), дружини кн. Здіслава Чорторийського) — останнього власника Остапківців.

## Палац
В Остапківцях був замок Гербуртів або Стадніцьких. За Терези Стадніцькоі він був частково розібраний і перебудований на палац. При палаці були: парк, оранжерея, різні будинки житлового та господарського призначення. Від замку залишилася велика зала «Кам'янна» і кілька менших.

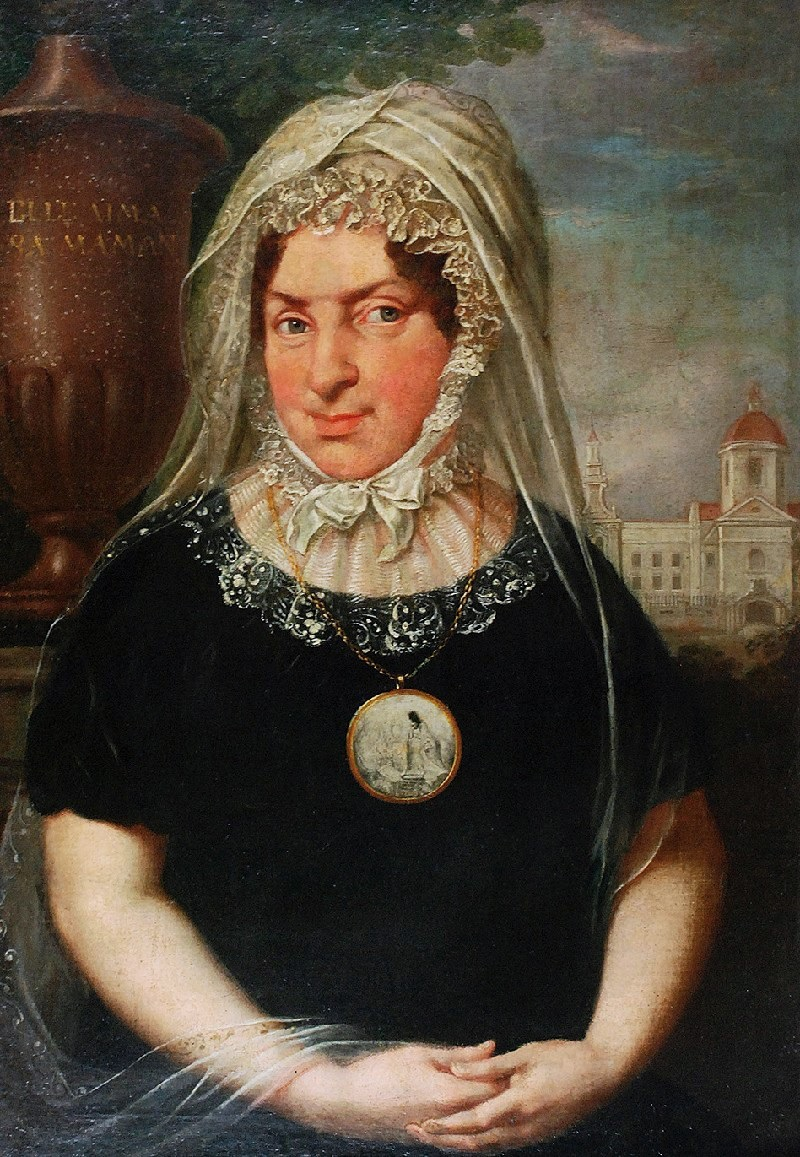
Тереза Грабянка зі Стадніцьких